# Harold Yépez
Harold Yépez Peña (Salahonda, Colombia, 2 de julio de 1975) es un exfutbolista y entrenador colombiano.

## Trayectoria

### Como jugador
Se desconoce si tuvo alguna trayectoria en el fútbol colombiano. No obstante, en Honduras desarrolló una regular carrera futbolística con clubes como Federal (1999-2000), Real Patepluma (2002-2004), Atlético Olanchano (2004-2005), Universidad (2005-2007) y Vida (2007-2008).

### Como entrenador
Se preparó como director técnico en la Escuela Nacional de Entrenadores de Fútbol (ENEFUTH), donde coincidió como compañero de José Luis Pineda, Amado Guevara, Hugo Caballero y Reynaldo Tilguath entre otros.
En junio de 2018, luego del ascenso a primera, Real de Minas lo nombró director técnico del equipo de reserva. Tiempo después, tras la renuncia de Javier Padilla y el efímero interinato de Marvin Henríquez, el 22 de octubre de ese año la junta directiva del club minero lo designó como director técnico del primer equipo para lo que restaba del torneo Apertura.

## Clubes

### Como jugador
| Club               | País     | Año       |
| ------------------ | -------- | --------- |
| Federal            | Honduras | 1999-2000 |
| Real Patepluma     | Honduras | 2002-2004 |
| Atlético Olanchano | Honduras | 2004-2005 |
| Universidad        | Honduras | 2005-2007 |
| Vida               | Honduras | 2007-2008 |

### Como entrenador
| Club          | País     | Año  |
| ------------- | -------- | ---- |
| Real de Minas | Honduras | 2018 |
| Real de Minas | Honduras | 2020 |